# Groß Düben
Groß Düben är en kommun och ort i Landkreis Görlitz i förbundslandet Sachsen i Tyskland. Kommunen har cirka 1 100 invånare.
Kommunen ingår i förvaltningsområdet Schleife tillsammans med kommunerna Schleife och Trebendorf.